# Polyplax pricei
Polyplax pricei är en insektsart som beskrevs av Kim 1968. Polyplax pricei ingår i släktet Polyplax och familjen ledlöss. Inga underarter finns listade i Catalogue of Life.